# Жук Микола Петрович
Микола Петрович Жук (1833, Булахів, Остерський повіт, Чернігівська губернія — 20 квітня (3 травня) 1900, Булахів)  — український поет. 

## Біографія
Народився 1833 року у селі Булахів, тепер Козелецької селищної громади Чернігівського району, Чернігівської області. Був поміщиком. Друкувався в журналах «Основа», «Літературно-науковий вістник» у збірнику поезії «Антологія руська», альманасі «Рада» та Календарі «Просвіти».
Перші вірші «Парубочий жаль» і «Блакитне небо все зірками сяє…» під псевдонімом Хрущ опублікував у серпні 1862 року у журналі «Основа». Іван Франко згодом помилково приписав ці вірші, а також поеми «Чари» та «Безбатченко» підписані псевдонімом Микола Хрущ і вперше надруковані 1912 року в збірнику «Українські поезії»,  О. Афанасьєву-Чужбинському. Ця помилка згодом спричинила плутанину у багатьох бібліографічних джерелах. Згодом український літературознавець Микола Сиваченко на основі досліджень В. Покальчука, М. П. Гнатюка, П. Ротача довів, що автором всіх цих творів є Микола Жук.  
Поема «Чари» описує історію нещасливого кохання з поєднанням романтичних та реалістичних мотивів. Поема «Безбатченко» розповідає про складне становище  позашлюбного сина поміщика і селянки. За сюжетом юнак отримує добру освіту, одержує місце домашнього вчителя у сільського поміщика і закохується в його дочку. Після цього пан його звільняє, юнак залишає свій дім і пристає до повстання в Сербії де й загинув. Поема дістала високу оцінку Івана Франка, який відзначив «немалий поетичний талант і вдумливість автора».